# Svengali (film, 1927)
 (août 2018).
Si vous disposez d'ouvrages ou d'articles de référence ou si vous connaissez des sites web de qualité traitant du thème abordé ici, merci de compléter l'article en donnant les références utiles à sa vérifiabilité et en les liant à la section « Notes et références ».
Pour les articles homonymes, voir Svengali.
Pour plus de détails, voir Fiche technique et Distribution.
Svengali est le titre d'un film allemand réalisé par Gennaro Righelli, sorti en 1927, adapté du roman Trilby de George du Maurier (1895).
Cette adaptation est plus centrée sur le personnage de Svengali. En raison de la montée de l'antisémitisme en Allemagne à l'époque, Svengali est présenté dans le film comme un Juif maléfique.
Svengali a été refait en 1931 en film sonore avec John Barrymore pour le rôle de Svengali.

## Synopsis
Trilby, une jolie jeune artiste, tombe sous le charme d'un hypnotiseur nommé Svengali qui la transforme en une chanteuse d'opéra de premier plan sans volonté propre.

## Distribution
- Paul Wegener : Svengali
- Anita Dorris : Trilby
- André Mattoni : Billy (artiste)
- Teddy Bill : Leard (artiste)
- Hans Brausewetter : Taffy (artiste)
- Paul Biensfeldt : Martine (modèle)
- Alexander Granach : Geiger Gecko
- Alice Torning : la femme de Martine
- Hertha von Walther : Sascha (danseuse)
- Irma Green : étudiante
- Hermann Picha : propriétaire du café
- Emil Heyse